# Rocky Mount (North Carolina)
Rocky Mount is een plaats (city) in de Amerikaanse staat North Carolina, en valt bestuurlijk gezien onder Edgecombe County en Nash County.

## Demografie
Bij de volkstelling in 2000 werd het aantal inwoners vastgesteld op 55.893.
In 2006 is het aantal inwoners door het United States Census Bureau geschat op 57.057, een stijging van 1164 (2.1%).

## Geografie
Volgens het United States Census Bureau beslaat de plaats een oppervlakte van
92,6 km², waarvan 92,1 km² land en 0,5 km² water. Rocky Mount ligt op ongeveer 38 m boven zeeniveau.

## Plaatsen in de nabije omgeving
De onderstaande figuur toont nabijgelegen plaatsen in een straal van 20 km rond Rocky Mount.

## Geboren in Rocky Mount
- Thelonious Monk (1917), jazzmuzikant
- Mary Elizabeth Winstead (1984), actrice